# واحد تحلیل
واحد تحلیل (به انگلیسی: Unit of analysis) نهادی که آنچه را که در یک مطالعه به آن نگاه می‌شود، چارچوب می‌دهد یا موجودیت به عنوان یک کل مورد مطالعه است. در علوم اجتماعی پژوهش، در سطح کلان، رایج‌ترین واحد تحلیلی که به عنوان یک جامعه در نظر گرفته می‌شود، دولت (یعنی کشور) است، در سطح میانی، واحدهای مشاهدات مشترک شامل گروه‌ها، سازمان‌ها و مؤسسات و در سطح خرد، فرد یا افراد است.

## واحد تحلیل در برابر سطح تحلیل
واحد تحلیل ارتباط نزدیکی با اصطلاح سطح تحلیل دارد و برخی از پژوهشگران آنها را به صورت متقابل استفاده کرده‌اند در حالی که دیگران برای آنها را متمایز می‌دانند. احمد نوری یوردوسف این را نوشت: «سطح تحلیل بیشتر موضوعی است که به چارچوب / زمینه تحلیل و سطحی که فرد تحلیل خود را در آن انجام می‌دهد، مربوط می‌شود در حالی که مسئله واحد تحلیل مربوط به «کنشگر» یا «موجود» مورد مطالعه است.»
مناسه وپوندی به تفاوت این دو اشاره کرده‌است: «واحد تحلیل، پدیده‌ای است که دربارهٔ آن تعمیم‌هایی باید انجام شود، چیزی که هر «مورد» در فایل داده بیانگر آن است ولی سطح تحلیل یعنی روشی که در آن واحدهای تحلیل را می‌توان در یک پیوستار از سطوح بسیار کوچک (خرد) تا بسیار بزرگ (کلان) آرایه کرد.»

## واحد تحلیل در برابر واحد مشاهده
واحد تحلیل را نباید با واحد مشاهده اشتباه گرفت. واحد مشاهده زیرمجموعه واحد تحلیل است. ممکن است واحد مشاهده و واحد تحلیل یک پژوهش متفاوت باشند؛ مثلاً، در یک طرح پژوهش ممکن است داده‌ها در سطح فردی مشاهده گردآوری شوند ولی سطح تحلیل آن محله باشد و از داده‌های گردآوری‌شده از افراد، در مورد ویژگی‌های محله نتیجه‌گیری کند. *، واحد مشاهده و سطح تحلیل جمعیت یک طرح پژوهشی را تعریف می‌کنند.

## کشورها به عنوان واحد تحلیل
نظریه وابستگی و تحلیل نظام‌های جهانی رفتار کشورها را به‌عنوان جوامع یا واحدهای تحلیل و این فرض که هر کشور به‌طور جداگانه طی مراحلی از کشاورزی به صنعتی، از استبدادی تا دموکراتیک، از عقب‌مانده تا پیشرفته، با ارائه شواهد تاریخی توسعه می‌یابد را به چالش می‌کشد.
توسعه یک تقسیم کار نابرابر (جهان-اقتصاد) عوامل علیت و تغییرات درون کشورها را نشان می‌دهد و بیانگر این که کشورها بخشی از یک جامعه بزرگتر یا نظام اجتماعی تاریخی با الگوهای نظامی هستند که نابرابری جهانی را توضیح می‌دهند. ادبیات روابط بین‌الملل نمونه خوبی از واحدهای نظام تحلیل است.